# All Mine (bài hát)
"All Mine" là bài hát thu âm tiếng Hàn bởi nhóm f(x). Bài hát phát hành vào ngày 22 tháng 7 năm 2016 bởi SM Entertainment thông qua dự án SM Station.

## Bối cảnh và phát hành
Vào ngày 20 tháng 7 năm 2016, được thông f(x) sẽ là nghệ sĩ tiếp theo phát hành single cho dự án SM Station, với tựa đề là "All Mine" vào ngày 22 tháng 7. Single được phát hành digitally vào nửa đêm ngày 22 tháng 7 năm 2016 bởi SM Entertainment, và MV vào lúc đó cũng được phát hành.

## Danh sách bài hát
| STT | Nhan đề            | Phổ lời                    | Phổ nhạc                                                  | Thời lượng |
| --- | ------------------ | -------------------------- | --------------------------------------------------------- | ---------- |
| 1.  | "All Mine"         | Lee Seu-ran, Kim Min-jeong | Greg Bonnick, Hayden Chapman, Andre Merritt, Breana Marin | 3:24       |
| 2.  | "All Mine (Inst.)" |                            | Greg Bonnick, Hayden Chapman, Andre Merritt, Breana Marin | 3:24       |

### Bảng xếp hạng
| Bảng xếp hạng (năm 2016)        | Vị trí |
| ------------------------------- | ------ |
| Hàn Quốc (Gaon Digitally Chart) | 12     |
| US World Digitally Songs        | 2      |